# Isabel Jeans
Isabel Jeans (* 16. September 1891 in London; † 4. September 1985 ebenda) war eine britische Schauspielerin.

## Leben und Karriere
Isabel Jeans wurde als Tochter eines Kunstkritikers in London geboren. Ihr Bruder Desmond Jeans (1903–1974) war ein Boxer und späterer Schauspieler. Auch Isabels Schwester Ursula Jeans (1906–1973) arbeitete als Schauspielerin und heiratete mit Roger Livesey ebenfalls einen Schauspieler.
Isabel überlegte sich zunächst Sängerin zu werden, bis der berühmte Schauspieler und Theaterleiter Herbert Beerbohm Tree ihr im Alter von 15 Jahren eine Rolle gab. 1915 trat Jeans mit den Stücken The Man Who Married a Dumb Wife und Ein Sommernachtstraum – in der Rolle der Elfenkönigin Titania – erstmals am Broadway in New York auf. Sie kehrte bald darauf nach Großbritannien zurück, hatte aber in späteren Jahren noch zwei weitere Gastspiele am Broadway. Einer ihrer größeren Erfolge in London war das Stück Kissing Time, welches zwischen 1919 und 1920 insgesamt 430 Mal aufgeführt wurde. In späteren Jahren wirkte sie unter anderem in bekannten Stücken von Oscar Wilde wie The Importance of Being Earnest, Eine Frau ohne Bedeutung und Lady Windermeres Fächer mit, wobei sie in letzterem unter Regie von John Gielgud spielte. Im Laufe ihrer Theaterkarriere erarbeitete sich Jeans einen Ruf als vielseitige und talentierte Charakterdarstellerin. Ein amerikanischer Zeitungsartikel aus dem Jahre 1937 schrieb über den Erfolg ihrer Schauspielkarriere:
Indeed, her record of play and screen credits occupies more than a page in „Who’s Who in the Theatre“
Im Jahre 1917 hatte Isabel Jeans ihr Filmdebüt in einem britischen Stummfilm gegeben. Sie spielte allerdings nur gelegentlich in Filmen, wenn die Rollenangebote ihr passten. Jeans hatte Auftritte in Alfred Hitchcocks britischen Filmen Abwärts und Easy Virtue, in letzterem Film spielte sie gar die Hauptrolle. Ende der 1930er-Jahre arbeitete sie erstmals in Hollywood, wo sie meistens in Nebenrollen als feine englische Dame besetzt wurde. Im Krimi Verdacht aus dem Jahr 1941 spielte Jeans, zum dritten Mal unter Hitchcocks Regie, neben Joan Fontaine und Cary Grant die Rolle der Mrs. Newsham. Allerdings fokussierte sie sich weiterhin hauptsächlich auf die Theaterarbeit und so kam sie nur zu wenigen Filmauftritten – am erfolgreichsten wohl als Tante Alicia, eine Kurtisane im Ruhestand, in dem mit neun Oscars prämierten Musicalfilm Gigi aus dem Jahr 1958.
In den 1970er-Jahren zog Jeans sich zunehmend von der Schauspielerei zurück. Sie starb 1985 im Alter von 93 Jahren in ihrer Geburtsstadt London. Von 1913 bis 1915 war Jeans mit dem späteren Filmstar Claude Rains verheiratet, die Ehe galt als turbulent. Rains heiratete später noch fünfmal und so spielte er Mitte der 1920er-Jahre im Stück The Rivals mit seinen Ex-Frauen Jeans und Marie Hemingway sowie seiner zu dieser Zeit aktuellen Ehefrau Beatrix Thomson. Von 1920 bis zu seinem Tod im Jahre 1963 war sie mit dem Anwalt Gilbert Wakefield verheiratet.

## Filmografie (Auswahl)
- 1921: Tilly of Bloomsbury
- 1925: Die Ratte von Paris (The Rat)
- 1927: Abwärts (Downhill)
- 1928: Leichtlebig (Easy Virtue)
- 1929: Power Over Men
- 1937: Tovarich
- 1938: Madame haben geläutet? (Fools for Scandal)
- 1938: Im Garten des Mondes (Garden of the Moon)
- 1939: Man About Town
- 1941: Verdacht (Suspicion)
- 1948: Elizabeth of Ladymead
- 1957: It Happened in Rome – Drei Mädchen erobern Rom (Souvenir d'Italie)
- 1958: Gigi
- 1960: Prinzessin Olympia (Olimpia)
- 1963: Himmlische Freuden (Heavens Above!)
- 1969: Magic Christian (The Magic Christian)